# Taqlid
Taqlīd (arabisch تقليد ‚Imitation, Nachahmung‘) ist ein terminus technicus des islamischen Rechts, wonach jeder Muslim verpflichtet ist, sein Tun nach derjenigen Rechtsschule zu richten, der er von Geburt an oder durch Beitritt angehört. Die Person, die Taqlīd praktiziert, wird als Muqallid bezeichnet (siehe auch mardschaʿ-e Taghlid). 
Das Zeitalter des Taqlīd (ab dem vierten islamischen Jahrhundert) erhält nachträglich den Namen „Zeitalter der Erstarrung und Nachahmung (ʿaṣr al-ǧumūd wa-t-taqlīd)“. In modernen, arabischen Darstellungen der Geschichte der Fiqh wird der Begriff Taqlīd als das Akzeptieren von Normensetzungen ohne jede Prüfung oder Evidenz verwendet. Dabei wird die selbständige Interpretation (Idschtihad) der autoritativen Quellen (Koran und Sunna), die auf intellektuelle Bemühungen beruht, in den Hintergrund gedrängt. Allein die „Nachahmung“ des Fiqh der Gründergeneration wird als legitim erachtet.
So Taqlid auf Unkenntnis, nicht Wissen, basiert, kann der blind Folgende nicht als Schüler verstanden werden, ein Phänomen, das sehr grundlegend u. a. in al-Ghazalis Schrift Der Erretter aus dem Irrtum kritisiert wird.
„Einer der frühen Gegner des Taqlīd ist der Hanbalit Ibn Taimīya. Er und viel später in geistiger Gefolgschaft die Wahhabiten des 18. Jahrhunderts fordern das Recht zu individueller Urteilsbildung in unmittelbarer Auseinandersetzung mit den primären Quellen Koran und Sunna.“
In seinem negativen Sinn wurde der Begriff Taqlīd von muslimischen Reformern des 19. Jahrhunderts aufgegriffen (vgl. u. a. Sayyid Ahmad Khan). Mit der Kritik am Taqlīd verbanden sie die Forderung nach „Öffnung des Tores“ des Ijtihad hin zu einem unabhängigen und absoluten (mutlaq) Ijtihad und den Vorwurf, die traditionellen Rechtsschulen seien den modernen Anforderungen der Rechtsprechung nicht mehr gewachsen.